# 울지않는 호랑이
"울지 않는 호랑이"는 1984년에 개봉한 대한민국의 영화이다.

## 캐스팅
- 이계인 : 김득구 역
- 김희라
- 강태기
- 김선자
- 문미봉
- 이재학
- 황치훈
- 임해림
- 양택조
- 전숙
- 최두열
- 이기영
- 이진영
- 김유행
- 신찬일
- 라갑성
- 권일정
- 최일
- 박예숙
- 김영인